# Fred Karlsson

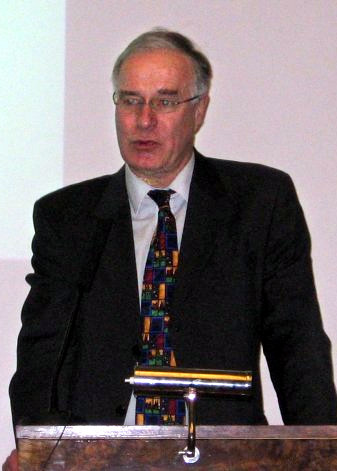
Fred Karlsson 2007

Fred Karlsson (* 17. Februar 1946 in Turku) ist ein finnischer Sprachwissenschaftler und Professor an der Universität Helsinki.
Karlsson wuchs in seiner Geburtsstadt Turku auf und absolvierte dort seine Schullaufbahn. Anschließend studierte er zunächst bis 1969 an der schwedischsprachigen Åbo Akademi (Abschluss: MA), bevor er für seine Promotion auf die finnischsprachige Universität Turku wechselte. Seit 1980 ist er Professor für Allgemeine Linguistik an der Universität Helsinki. 1989 wurde er zum Mitglied der Academia Europaea gewählt.
Im Bereich der Computerlinguistik entwickelte Karlsson mit Constraint Grammar (CG) ein Verfahren zur automatisierten morphologischen und syntaktischen Analyse von Texten. Diese Methode ist übereinzelsprachlich anwendbar.  
Weiterhin hat er sich mit historischer Sprachwissenschaft für den Bereich der nordischen Sprachen beschäftigt. 
Obwohl Fred Karlsson der schwedischsprachigen Minderheit in Finnland angehört, gilt seine Finnische Grammatik als Standardwerk.